# مانتو مافروجينوس
مانتو مافروجينوس (1796 - يوليو 1848) كانت بطلة يونانية في حرب الاستقلال اليونانية. امرأة غنية، أنفقت كل ثروتها من أجل القضية الهيلينية. وبتشجيع منها، ساهم أصدقاؤها الأوروبيون بالمال والبنادق في الثورة.

## نشأتها
ولدت مانتو مافروجينوس في ترييستي، ثم أصبحت ترييستي جزء من إمبراطورية هابسبورغ، والآن هي جزء من إيطاليا. وكانت مانتو ابنة تاجر وعضو في فيليكي إيتيريا، ونيكولاوس مافروجين، وزاتاراتي شاتزي باتي. كان أحد أسلافها، وهو العم الأكبر لوالدها نيكولاس مافروجينيس، مسؤول رفيع المستوى في الدولة العثمانية وأمير فالاشيا.
هي امرأة جميلة من النسب الأرستقراطي، وقيل انها نشأت في عائلة متعلمة، متأثرة ِبعصر التنوير. درست الفلسفة والتاريخ اليوناني القديم في كلية في تريستا، وتحدثت الفرنسية والإيطالية والتركية بطلاقة.

## حرب الاستقلال
في عام 1809، انتقلت إلى باروس مع عائلتها، حيث علمت من والدها أن فيليكي إيتيريا كانت تعد ما أصبح فيما بعد يعرف باسم الثورة اليونانية، وبعد ذلك، في عام 1818، بعد وفاة والدها، غادرت إلى تينوس. عندما بدأ النضال، ذهبت إلى أصلها، جزيرة الميكونوس، ودعت قادة ميكونوس للانضمام إلى الثورة.
لقد قامت بتجهيزهم وتزويدهم بالجند بالإضافة إلى سفينتان مسلحتان على نفقتها الخاصة، تابعت بهما القراصنة الذين هاجموا ميكونوس وجزر سيكلادس الأخرى. في 22 أكتوبر 1822، صد الميكونيون، الأتراك العثمانيين، الذين نزلوا من الجزيرة تحت قيادتها. كما جهزت 150 رجلاً للقيام بحملة في بيلوبونيز وأرسلت القوات والدعم المالي إلى ساموس، عندما كانت الجزيرة مهددة من قبل الأتراك. في وقت لاحق، أرسلت مافوجينوس فيلقًا آخر من خمسين رجلاً إلى بيلوبونيز، الذين شاركوا في حصار تريبولي وسقوط المدينة في أيدي الثوار اليونانيين. وأنفقت الأموال لإغاثة الجنود وعائلاتهم، والتحضير لحملة لشمال اليونان ودعم العديد من الفلهيلينيّن.
قامت فيما بعد بتكوين أسطول مكون من ست سفن ومشاة مكونة من ستة عشر فرقة، في كل منها خمسون رجلاً، وشاركت في معركة كاريستو عام 1822، ومولت حملة إلى خيوس، لكنها لم تمنعها من مذبحة خيوس. تم إرسال مجموعة أخرى من خمسين رجلاً لتعزيز نيكيتاراس في معركة ديرفناكيا. عندما ظهر الأسطول العثماني في سيكلادس، عادت إلى تينوس وباعت مجوهراتها لتمويل معدات 200 رجل حاربوا العدو وتعتز بألفي شخص نجوا من الحصار الأول لميسولونغي. شارك رجالها في عدة معارك أخرى مثل معارك بيليون وفثيوتيس وليفاذيا.
قادت حملات التنوير الخارقة في أوروبا ووجهت نداءً إلى نساء باريس، للانضمام إلى اليونانيون. انتقلت إلى نافبليو في عام 1823، لتكون في قلب النضال، تاركة عائلتها كما كانت مُحتقرة حتى من قِبل والدتها بسبب اختياراتها. في هذا الوقت، قابلت مافروجينوس، ديميتريوس إبسيلانتي، التي خُطِبت له فيما بعد. سرعان ما أصبحت مشهورة في جميع أنحاء أوروبا لجمالها وشجاعتها. لكن في مايو من نفس العام، احترق منزلها بالكامل وسُرقت ثروتها، ونتيجة لذلك ذهبت إلى تريبولي لتعيش مع إبسيلانتي، بينما قدم لها بابافليس الطعام.
عارض العديد من السياسيين الأقوياء خطوبتها مع إبسيلانتي، الذين رأوا في توحيد عائلتين قويتين كانوا يعتبروا ضمن الانتماءات الموالية لروسيا بمثابة تهديد. وكان من بين خصومهم في اليونان إيوانيس كوليتيس الذي قاد الهجوم بنجاح لكسر الاشتباك. بعد الخطوبة، عادت إلى نافبليو، حيث عاشت، مكتئبة للغاية، في فقر مدقع ولم تسدد الأموال التي قدمتها لمعارك مختلفة. بعد وفاة إبسيلانتي وصراعاتها السياسية الشديدة مع يوانيس كوليتيس، تم نفيها من نافبليو وعادت إلى ميكونوس، حيث انشغلت بكتابة مذكراتها.

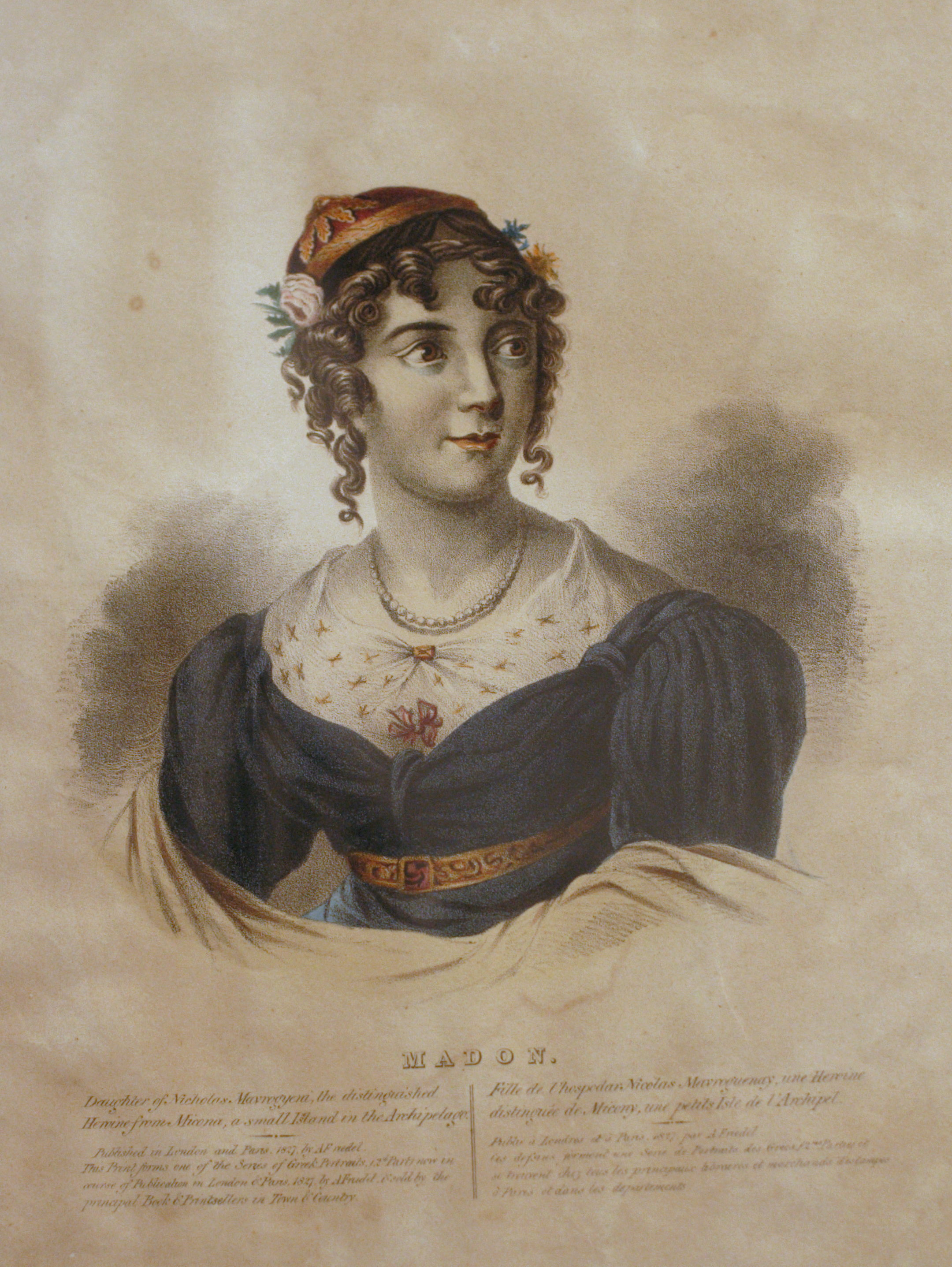
لوحة مرسومة لِمانتو مافروجينوس

عندما انتهت الحرب، منحها إيوانيس كابودستردياس، رتبة فريق ومنحها مسكنًا في نافبليو، حيث انتقلت. امتلكت سيفا خزينا، منقوش باللغة اليونانية. يقال أن هذا السيف جاء من زمن قسطنطين العظيم وأعطته مافوجينوس إلى كابوديسترياس.

## سنواتها الأخيرة
انتقلت مافروجينوس إلى باروس في عام 1840، حيث أقام بعض أقاربها، وعاشت وتوفيت في منزل لا يزال مملوكًا للقطاع الخاص. يقع المنزل بالقرب من باناجيا إيكاتونتابلياني (كنيسة مريم العذراء) التي كما يقول التقليد، تأسست من قبل سانت هيلانة، والدة قسطنطين العظيم. توفيت مافروجينوس في باروس في يوليو 1848، وحدها وفقيرة، بعد أن أنفقت كل ثروتها لحرب الاستقلال.

## الميراث

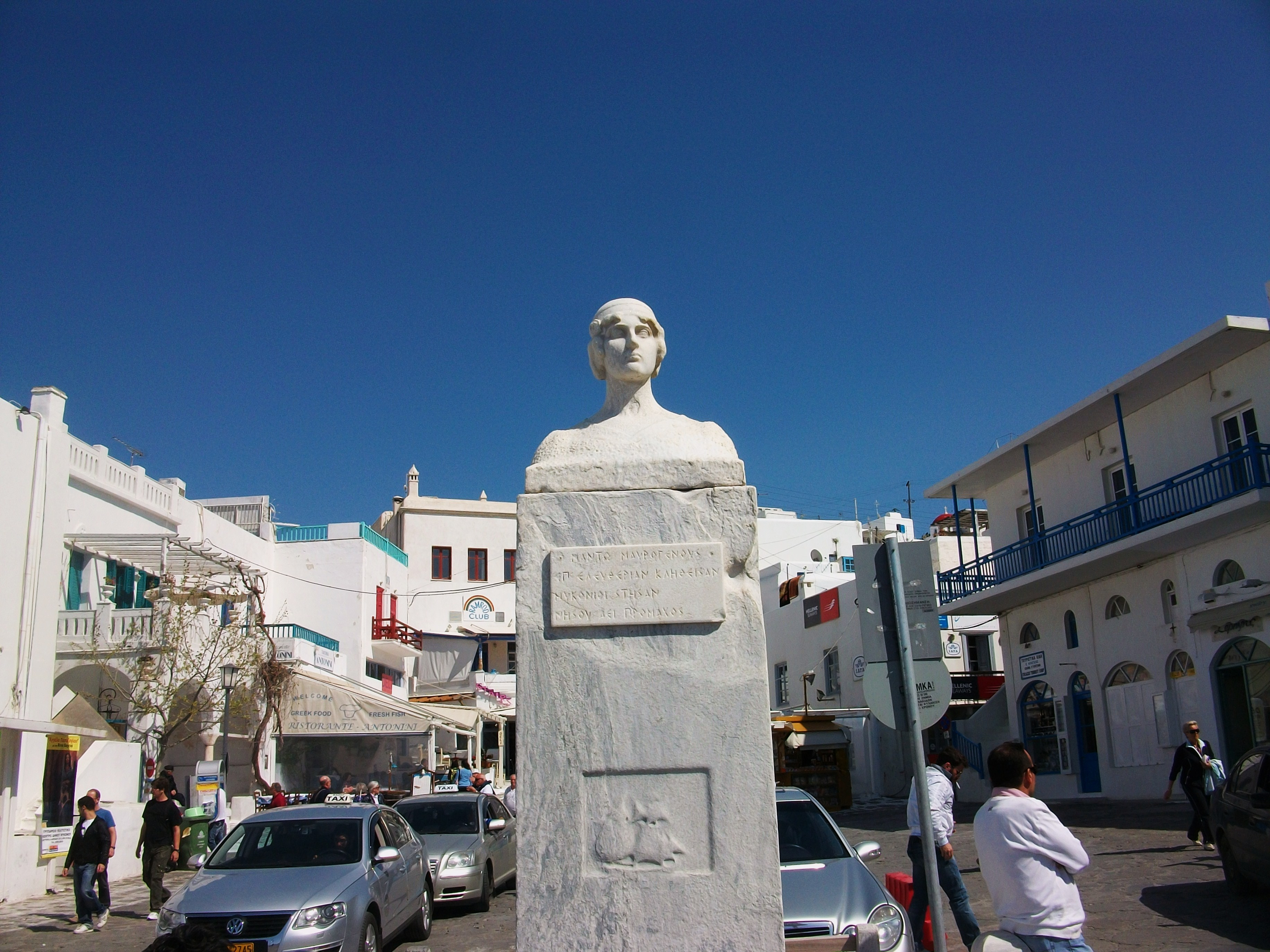
تمثال نصفي لمافروجينوس في العاصمة ميكونوس

تحمل الساحة المركزية في مدينة ميكونوس العاصمة اسمها وتحتوي على تمثال نصفي لها. كما أُطلق على الساحة الرئيسية في بلدة بارويكيا الساحلية في باروس اسمها. وقد كرمت اليونان هذه البطلة من خلال تسمية العديد من الشوارع في جميع أنحاء البلاد على اسمها. أصدرت الحكومة اليونانية العديد من العملات التذكارية تكريما لها. كما تم تصوير فيلم عن حياتها بعنوان مانتو مافروجينوس (1971)، والذي صورمن قبل تزيني كاريزي.
وقد وضعت صورتها على وجه عملة الدراخما اليونانية من 1988-2001.